# ProQuest
ProQuest LLC es una compañía editorial con sede en Ann Arbor, Míchigan, que publica en formatos electrónico y microfilm y suministra servicios de información para universidades, escuelas, empresas públicas, corporaciones y bibliotecas públicas en todo el mundo, fundamentalmente bases de datos bibliográficas.
Suministra archivos de fuentes diversas como diarios, revistas, publicaciones periódicas, tesis doctorales y bases de datos agregadas de muchos tipos. Su contenido se estima en 125 000 millones de páginas digitales, y es posible acceder a este contenido a través de las pasarelas de Internet de las bibliotecas, con navegación a través de tales plataformas de búsqueda como ProQuest, CSA Illumina, Dialog, Datastar, Chadwyck-Healey, eLibrary y SIRS. La edición de microfilms se realiza bajo la marca UMI. 
ProQuest se originó parte de Cambridge Information Group, un grupo privado que distribuye servicios de información, y posee empresas editoriales e instituciones educativas, fundado en 1971 por Robert N. Snyder y Philip E. Hixon y con sede en Bethesda, Maryland. A partir de mayo de 2021 se anunció un acuerdo definitivo para su adquisición por parte de Clarivate.

## Historia
Eugene Power, se graduó en M.B.A. por la Ross School of Business de la Universidad de Míchigan en 1930. Fundó la compañía en 1938 con el nombre University Microfilms, conservando obras del British Museum en microfilm. También observó la existencia de un nicho de mercado con la publicación de tesis doctorales. Los estudiantes, a menudo,se veían obligados a publicar sus propias tesis para conseguir su título de doctor. Esos trabajos podían publicarse de un modo más barato en microfilm que como libros. 
Como este mercado creció, la compañía se expandió con el microfilmado de periódicos y otras publicaciones periódicas. ProQuest sigue publicando así muchas tesis por lo que su colección digital de tesis ha sido declarada el repositorio externo oficial de la Biblioteca del Congreso de Estados Unidos.
En su autobiografía Edition of One, Power detalla el desarrollo de la compañía, incluyendo cómo University Microfilms ayudó a la Oficina de Servicios Estratégicos (OSS) durante la Segunda Guerra Mundial.  Este trabajo consistió principalmente en el microfilmado de mapas y periódicos europeos para que así pudiesen ser enviados a cualquier lugar en el extranjero de un modo más barato y con discreción.

## Periódicos archivados en formato microfilm
- Atlanta Daily World (1931–2003)
- Atlanta Journal-Constitution (1868–1939)
- Boston Globe (1872–1923)
- Chicago Defender (1910–1975)
- Chicago Tribune (1852–1984)
- Christian Science Monitor (1908–1994)
- The Guardian (1821–2003) and The Observer (1791–2003)
- Hartford Courant (1764–1984)
- Irish Times (1859–2006)
- Los Angeles Sentinel (1934–2005)
- Los Angeles Times (1881–1984)
- New York Amsterdam News (1922–1993)
- The New York Times (1851–2005)
- New York Tribune (1900–1910)
- Pittsburgh Courier (1911–2002)
- The Wall Street Journal (1889–1990)
- Washington Post (1877–1986)